# 清原幸治
清原 幸治（きよはら こうじ、1971年4月15日 - ）は、日本の元アマチュア野球選手（一塁手）。大阪府岸和田市出身。元プロ野球選手・清原和博の実弟。
パンチの効いた打撃を武器に、アマ球界屈指のスラッガーとして活躍した。

## 経歴・人物
小学校3年生の時に野球を始める。シニアリーグ時代は捕手を務め、全国大会で準優勝を果たす。PL学園高等学校時代は野々垣武志と同期で、1年生では片岡篤史の付き人（逆に片岡は兄の和博の付き人であった）、3年生では主将を務めた。1学年下に入来祐作がいた。
高校卒業後、青山学院大学に進学。大学では同期の小久保裕紀と共に2年春からレギュラーとなり、副主将を務めた4年春の東都大学野球リーグ戦では打率.373の活躍でリーグ優勝に貢献した。初のベストナイン（一塁手）とともに、最優秀選手にも選出されている。当時は2年生に高校からの後輩である坪井智哉、1年生に井口忠仁らがいて続く大学選手権でも優勝を果たした。1部リーグ通算74試合に出場、238打数64安打、打率.269、5本塁打。当時の背番号は兄と同じく3であった。
卒業後は松下電器産業（現・パナソニック）に1994年入社。野球部に所属し、強打者として活躍するも1997年シーズン限りでコーチに転身、その後2001年まで4年間に渡ってコーチを務めた。その後は野球部から身を引き、パナソニックで社業に就いている。
2016年、兄の和博が薬物で逮捕された時には、絶縁状態であったことが報じられた。